# .30-06スプリングフィールド弾
.30-06スプリングフィールド弾（30-06スプリングフィールドだん）とは、1906年にアメリカ陸軍が開発し、規格化が行われた弾薬で、1970年代初期まで使用された。他の名称には7.62x63mm、ウィンチェスター社では「30 Gov't 06」ともされている。読み方は「thirty-aught-six」もしくは「thirty-oh-six」である。.30とは弾丸の直径を表したもので、また06とは採用年である1906年を示したものである。
本弾薬は.30-03弾、6mmリー・ネイビー弾、.30-40クラグ弾を代替した。.30-06弾はアメリカ陸軍の主力小銃および機関銃の弾薬用として50年近く用いられ、7.62x51mm NATO弾（民間用商品名は.308ウィンチェスター）および5.56x45mm NATO弾に代替された。この両方の弾薬は現在、アメリカ軍とNATOの任務に使用されている。.30-06スプリングフィールド弾は競技用実包として非常に人気があり、全ての主要メーカーがこの弾薬を製造している。

## 歴史
ヨーロッパの軍隊の多くは20世紀を迎える頃に、新しい弾薬を採用する過程にあった。これは弾頭部分が尖鋭に加工された、スピッツァー（尖頭）弾頭を使用するものだった。フランスでは1898年、ドイツでは1905年、ロシアでは1908年、そしてイギリスでは1910年に弾種変更が行われていた。しかし1903年の時点でアメリカ軍の装備した.30-03弾は、弾丸重量14 g、蛋形、銃口初速700 m/sというものに過ぎず、進行する技術革新にすみやかに落伍した。
こうした理由により、弾頭がスピッツァー形状、弾底が平坦なフラットベースで弾丸重量9.7 g、射出のために薬莢ネック部分がわずかに短くされた新型弾薬筒が開発された。この弾薬の弾道係数 (G1 BC) は約0.405であり、銃口初速820 m/s、初活力は3,292ジュールを達成した。スプリングフィールドM1903小銃は初期の.30-03弾薬とともに使用されていたが、これらは.30-06スプリングフィールド弾に適合するよう速やかに改修され、アメリカ陸軍により「M1906」と呼称された。小銃の改修作業にはブリーチ部分での銃身の短縮化と、薬室の再切削が含まれた。このような改修により、新しい弾丸の縮小されたオジーブ（窮窿部分）が、ライフリングへ到達するまで長い距離を推進する必要がなくなった。他の改修は「ロッド銃剣」を撤廃したことなどである。初期のスプリングフィールド銃のこの装備品はトラブルが多いものだった。
第一次世界大戦で集積された戦訓は、最大有効射程の点でアメリカの機関銃より他国のそれが遙かに勝ることを示していた。加えて、軽迫撃砲と大砲の大規模投入よりもまず、アメリカ歩兵連隊の戦術では長射程の機関銃による弾幕射撃や間接射撃が重要と考えられた。こうした理由から、1926年、アメリカ軍の武器科では新型の改良型軍用小銃推進薬を充填した.30 M1普通弾のカートリッジを開発した。これは弾丸重量11.3 g、弾尾が9度すぼまったボートテール形状を持ち、弾道係数 (G1 BC) は約0.560、銃口初速が800 m/s、初活力は3,650ジュールを達成した。さらにこの弾丸は飛行中の空気抵抗を減らした結果、射程にともなう急激な減速や横風による横弾の発生を減らし、また機関銃と小銃の両方の使用において、最大有効射程と超音速で飛翔する領域をかなり増大させた。最大射程は約5,030 mに達した。これに加え、真鍮製の被甲が開発された。これは初期のM1906弾薬が悩まされた、銃身内に付着する金属汚れをほぼ除去するものだった。
アメリカ軍の戦時の余剰な弾薬は総計20億発となり、陸軍の規定では最古の弾薬を最初に訓練で消費するよう求めた。結果、旧来の.30-06弾薬も訓練に消費された。この古いM1906弾薬がすべて撃ち尽くされるまで、.30 M1普通弾の在庫はゆっくりと増大した。1936年、.30 M1普通弾の最大射程が多くの範囲で安全制限を超えていることが判明した。一通の緊急指示が出され、可能な限り速やかに、初期のM1906弾薬と腔外弾道を適合させた大量の弾薬を製造するよう命令がなされた。1938年開発の新しい弾薬は基本的に古いM1906弾の再来だったが、IMR 4895推進薬を充填し、また新規に弾尾がフラットベースとなった。さらに真鍮製の被甲を持ち、異なる成分の鉛合金によって弾丸重量が従来の9.7 gから9.8 gへと変化した。この1938年式の弾薬である.30 M2普通弾は、初速855 m/s、初活力3,600ジュールを達成し、最大射程は約3,150 mだった。

## 銃器
軍事用途では、30-06弾はボルトアクション方式のスプリングフィールドM1903小銃、M1917エンフィールド小銃、半自動式のM1ガーランド小銃、M1941ジョンソン小銃、Famage マウザー、ブローニングM1918自動小銃 (BAR)、およびM1917とM1919シリーズを含む多数の機関銃に使用された。これは第一次・第二次の両世界大戦に投入されたほか、朝鮮戦争でもアメリカ合衆国に貢献した。また最後の大規模な使用はベトナム戦争だった。相当量の余剰な薬莢がリロード用に大量使用されるだけでなく、何十種類にもおよぶ商業用弾薬やワイルドキャット・カートリッジの基礎を作り出した。1908年、レバーアクション方式のウィンチェスター モデル1895小銃は.30-06弾薬を採用し、商業用に量産された最初の競技用小銃になった。現在でも本弾薬は狩猟用として非常に普遍的な銃弾で、近距離から中距離にいるバイソンやサンバー、熊など大型の標的への使用に適している。
弾道学的に、従来設計された弾薬の中でも.30-06弾は最も用途が広いものの1種である。強力なハンドロード弾薬と小銃は上記の標的を処理でき、また.30-06弾は多くの「マグナム」弾に対抗する性能を持つ。この弾薬は、装填できる銃器が余剰となっていて手に入りやすいこと、商業的な弾薬の需要、そして威力の点から、北アメリカの狩猟用として最も人気のある弾のひとつという地位を維持している。北アメリカで見つかるどのような獲物、小型であっても大型で重量があるものでも、適切なハンドロードによってこの弾薬は対応できる。

## 性能
.30-06弾薬は射程900 mの射撃を想定して設計されている。1906年、原型のM1906 .30-06弾薬は弾丸重量9.7 g、平底で白銅の被甲を施した弾丸を装着していた。第一次世界大戦後のアメリカ軍は、長距離射撃能力を持つもっと良い機関銃を必要とした。そこでヨーロッパから報告された兵器性能に基づき、流線形で弾尾がボートテール形状、重量11.2 gで真鍮を使用した弾丸が用いられた。.30-06弾薬は11.2 gの弾丸を装着し、「カートリッジ、.30、M1普通弾」と呼ばれた。.30-06弾は、日本が採用した小型の三十年式実包や三八式実包よりはるかに強力であり、後継の九九式普通実包に相当した。新型のM1弾薬は、M1906弾よりも相当に弾道が正確なことが判明した 。
1938年、平底型の弾丸が.30-06薬莢と組み合わされ、M2普通弾となった。これは銃身を汚さないタイプで弾丸重量は9.8 gだった。M2普通弾の仕様書では、銃口初速840 m/sという最小限の速度を義務づけており、これは銃口から24 mの距離で測定された。M2普通弾は軍用小銃と機関銃向けに制式採用されていた弾薬で、これはスプリングフィールドM14小銃およびM60機関銃が使用する7.62x51mm NATO弾に代替された。小銃で使用するにあたり、M2普通弾は初期のM1弾薬よりも弾道が不正確なことが判明した。弾丸重量9.7 gのM2普通弾に適合する小銃でさえ、射程180 mで直径130 mmという大きな標的へ集弾させることが精一杯と思われ、そしてもっと多数の小銃ではより低い精度しか発揮できなかった。アメリカ海兵隊では狙撃手と訓練された射手のためにM1弾薬のストックをとっておいたが、この処置は第二次世界大戦の初期に行われたソロモン諸島の戦いを通じて行われた。一部の狙撃手による精度を向上させる努力は、もっと重量のある.30-06 M2徹甲弾薬の使用にむけられたが、これは朝鮮戦争の際にも再び実行された。ほかの兵員はデンバー武器科が製造した大量のM2弾薬を探しており、この弾薬は長距離狙撃の際に他の戦時弾薬工場で量産された弾薬よりも正確であることが確認された。商業向けに製造され、.30-06弾薬を装填する小銃は狩猟用として人気がある。
現在のメーカー製.30-06弾薬は、7.1 gから14.3 gまで様々に異なる弾丸重量を持つ実体弾であり、サボ（装弾筒）付きの減口径弾を使用すれば重量は3.6 gに低下する。推進薬は初速と圧力を減らすよう量を加減して詰めることができ、また同様に、強力な銃器用に初速と圧力を強化することもできる。.30-06弾薬は世界で最も人気のある競技用弾薬の一種である。多くの狩猟用弾薬は3,000 ft-lbs以上の初活力を持ち、運動エネルギーを急激に目標へ移し替えられる拡張弾頭を用いる。

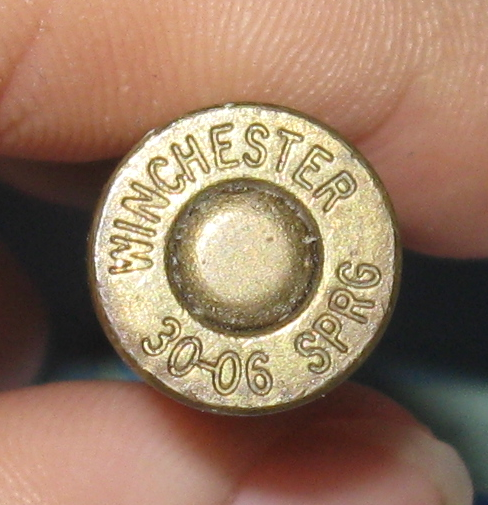
ウィンチェスター.30-06弾薬。
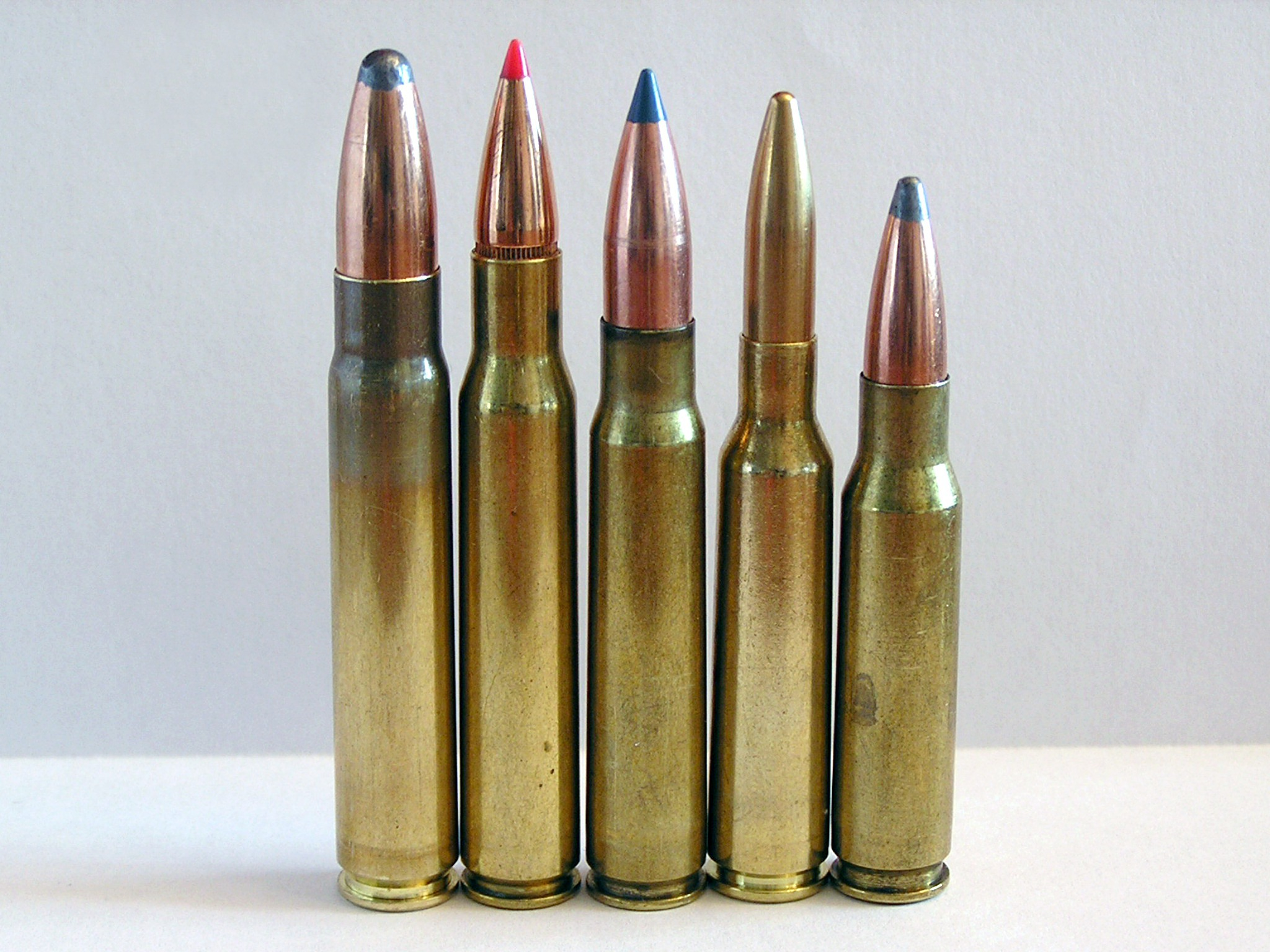
左から右へ、9.3x62mm弾、.30-06スプリングフィールド弾、7.92x57mmモーゼル弾、6.5x55mm弾、そして.308ウィンチェスター弾。
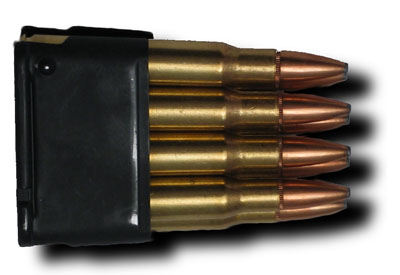
8発の.30-06弾を装填したM1ガーランド小銃用のエンブロック型クリップ。

| 弾丸重量                     | その他商業用製品       | ホジドン社製             | シュペーア社製           | ホーナディ社製           | ノスラー社製           | バーンズ社製             |
| ---------------------------- | ---------------------- | ------------------------ | ------------------------ | ------------------------ | ---------------------- | ------------------------ |
| 7.13 g (110 gr)              | N/A                    | 1,068.3 m/s (3,505 ft/s) | 1,022.9 m/s (3,356 ft/s) | 1,066.8 m/s (3,500 ft/s) | N/A                    | 1,057.9 m/s (3,471 ft/s) |
| 8.10 / 8.42 g (125 / 130 gr) | 957.1 m/s (3,140 ft/s) | 1,016.2 m/s (3,334 ft/s) | 953.7 m/s (3,129 ft/s)   | 975.4 m/s (3,200 ft/s)   | 993.1 m/s (3,258 ft/s) | 999.1 m/s (3,278 ft/s)   |
| 9.72 g (150 gr)              | 887.0 m/s (2,910 ft/s) | 935.1 m/s (3,068 ft/s)   | 867.8 m/s (2,847 ft/s)   | 944.9 m/s (3,100 ft/s)   | 914.4 m/s (3,000 ft/s) | 923.9 m/s (3,031 ft/s)   |
| 10.69 g (165 gr)             | 853.5 m/s (2,800 ft/s) | 895.5 m/s (2,938 ft/s)   | 854.4 m/s (2,803 ft/s)   | 919.0 m/s (3,015 ft/s)   | 915.0 m/s (3,002 ft/s) | 908.3 m/s (2,980 ft/s)   |
| 11.66 g (180 gr)             | 823.0 m/s (2,700 ft/s) | 852.8 m/s (2,798 ft/s)   | 840.0 m/s (2,756 ft/s)   | 883.9 m/s (2,900 ft/s)   | 848.0 m/s (2,782 ft/s) | 853.1 m/s (2,799 ft/s)   |
| 12.96 g (200 gr)             | N/A                    | 786.1 m/s (2,579 ft/s)   | 778.5 m/s (2,554 ft/s)   | N/A                      | 819.3 m/s (2,688 ft/s) | 816.9 m/s (2,680 ft/s)   |
| 14.25 g (220 gr)             | 731.5 m/s (2,400 ft/s) | 754.7 m/s (2,476 ft/s)   | N/A                      | 762.0 m/s (2,500 ft/s)   | 793.1 m/s (2,602 ft/s) | 736.1 m/s (2,415 ft/s)   |

上記の表は、一般的な弾丸重量という条件下において、商業用.30-06弾薬に詰められた推進薬で達成できる典型的な銃口初速と、幾種類かのリローディングマニュアルによって報告された最大の銃口初速を一緒に示したものである。ホジドン社、ノスラー社およびバーンズ社は、24インチ長の銃身を想定した速度を報告している。ホーナディ社とシュペーア社では22インチ銃身のための速度を報告している。このデータはすべて、10インチで1回転という施条転度を持つ銃身用のもので、これは最も重量のある弾丸を安定させるために必要とされる。最高の銃口初速はノスラー社が弾丸重量10.69 gで報告しており、重量のある弾丸は推進薬に緩燃性のダブルベースパウダー（アライアント・リローダー22）を使用する。
より新しい7.62x51mm NATO弾/.308ウィンチェスター弾薬は、標準的な軍用.30-06弾と同様の性能を、より小型の薬莢に詰めた推進薬で実現した。しかし.30-06弾薬はもっと大きな薬莢容積を持っており、もし射手が望めば、もっと強い力を生み出す薬量を詰めることができる。

## 反動
.30-06弾薬が、長年にわたりとても根強い人気を保ち続けた弾薬である1つの理由は、この弾薬筒の威力の上限が、大部分の射手にとり受け入れられるものだったことである。射撃時にトリガーのみを引き、ほかは後方に支持物を置かず後退するに任せる依託射撃、いわゆるフリー・リコイル状態において反動のエネルギーが27.1ジュールよりも大きい時、大部分の射手は強い衝撃で萎縮する。また、3.63 kg重の小銃から.30-06弾を撃つ際、10.69 gの弾丸を883.9 m/sで撃ち出すと反動のエネルギーは27.3ジュールとなる。反動を嫌う射手はもっと軽量な銃弾を選ぶことができる。上記と同じ3.63 kg重の小銃により、9.72 gの弾丸を887.0 m/sで撃ち出すとき、反動のエネルギーは23.9ジュールが生み出されるに過ぎない。若年の射手は、7.13 g、8.10 gまたは8.42 gのようなもっと軽量の弾丸で射撃を始めることができる。

## 弾薬寸法

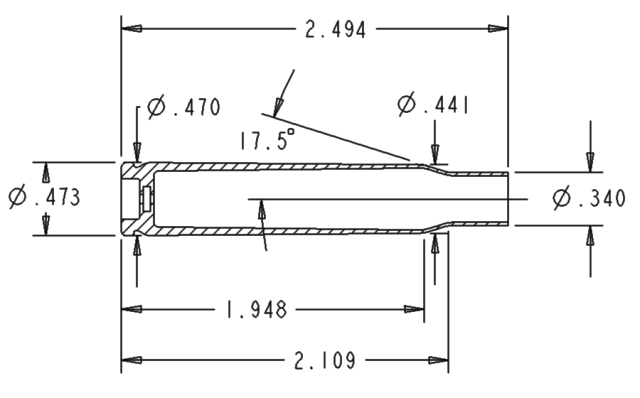
.30-06スプリングフィールド弾の弾薬筒寸法。すべてのサイズはインチ表記である。

.30-06スプリングフィールド弾は水に換算して4.43 mlの薬莢容積を持つ。弾薬の外形は、非常に過酷な条件下でも、ボルトアクション方式の小銃および機関銃が両方とも給弾と排莢を円滑に行えるよう設計されている。
C.I.Pによる.30-06スプリングフィールド弾のカートリッジ寸法。すべてのサイズはmm表記である。
アメリカでは薬莢のショルダー部の角度をalpha/2、17.5度と規定した。「加盟国内で流通する武器弾薬の安全保証を行う国際機関」(C.I.P.) によれば、通常この弾薬に用いる施条転度は254 mm、施条数が4条、ライフリング頂部腔径7.62 mm、ライフリング深部腔径7.82 mmである。施条幅は4.49 mm。使用される雷管は大型小銃用のものが使われる。公式ガイドラインに従えば、.30-06弾薬の薬莢は405 MPa (58,740 psi) までの圧力を処理することができる。C.I.P.の基準に従う国家では、全てのライフル用弾薬の薬莢と弾頭の組み合わせを顧客に販売するにあたり、このC.I.P.圧力で最大125％に耐えることを証明しなければならない。8x64mm S弾は、おそらく.30-06弾薬と弾道が最も近しく、対をなすヨーロッパの弾薬である。

## アメリカ陸軍の弾種
「注」.30-06弾薬は、多種のそれぞれ異なる弾丸が異なる仕様で商業用に量産されている。
徹甲弾、M2
この弾薬は軽装甲車両、防護されたシェルター、および兵員に対して使用され、黒く塗られた弾丸先端部によって識別できる (このため別名「ブラック・チップ」と呼ばれる)。弾丸は平底で重量が10.53 gから10.89 gである。弾芯は工具鋼製と考えられている (普通弾の弾芯は鉛)。現代の防弾服の性能基準は数種類あるが、最も代表的なNIJ規格による最高グレードであるタイプIVボディアーマーの認定基準は、M2徹甲弾に対する防御力を持つことである。このためボディアーマーの試験用などの用途で、現在でも少数が流通・販売されている。
徹甲焼夷弾、T15/M14およびM14A1
この弾薬はM2徹甲弾の代わりとしても使える弾で、通常は可燃性の目標に対して使用された。この弾丸の先端はアルミニウム塗料で色付けされていた。M14A1は、改良された弾芯のデザインと焼夷剤を特徴としている。
普通弾、M1906
この弾薬は兵員と非装甲の目標に対して用いられた。また弾丸が銀色に塗られたことで識別できた。M1906弾薬は、9.7 g重で平底形状の弾丸を装着した。弾丸の被甲は銅ニッケル合金で、銃身の汚れが早いことが確認された。
普通弾、M1
このM1弾薬は弾丸重量11.2 g、9度のボートテールを持ち、弾丸形状が空気力学上の効率を求めて設計されている。初速は低かったものの、効率の良い外形により、速度と運動エネルギーを維持し続ける範囲がより増大していた。銃身の汚れを軽減するために被甲の材質が真鍮へと変更された。
普通弾、M2
9.8 g重の弾丸を装着し、M1906の弾丸形状を基礎としたこの弾薬は、M1普通弾から真鍮製の被甲を取り入れ、さらに従来よりわずかに重くなった純鉛の弾芯を結合した。この弾薬は、初期の弾薬のいずれよりも高い銃口初速を発揮した。
空包、M1909
この弾薬は小銃射撃の再現に用いられる。この弾薬は弾丸を装着しておらず、薬莢の先端が円錐状に伸びていること、また先端のネック部分につけられた環状溝が赤いラッカーで封じられていたことで識別される。この弾薬は儀礼用のM1ガーランド小銃で使用される、いまだに現役の弾薬である。現代のM1909空砲は薬莢先端が折り込み加工で絞られているが、制式名称は旧来と同じのままである。
擬製弾、M40
この弾薬は訓練用に用いられた。薬莢には縦方向に6本の溝がついており、また雷管がつけられていない。
榴弾、T99
少量の炸薬を内蔵した弾薬。しばしば「観測時に爆発する」弾薬として説明された。T99が採用されたことは全くなかった。
フランジブル弾、M22
この弾丸は堅固な目標または装甲に命中すると分解した。また射手が射撃訓練を行う際、命中時に鉛筆のようなマークを残して着弾を示した。この弾薬は識別のために弾丸先端部が緑色、弾薬筒後部も緑色で白帯がついていた。
高圧試験弾、M1
この弾薬は.30-06弾を使用する小銃および機関銃の閉鎖試験用だった。製造後、試験後または修理後に用いられた。この弾薬は識別のため、薬莢がスズで銀色に着色されていた。
焼夷弾、M1917
初期の焼夷弾薬。この弾丸は着弾の衝撃で容易に前方へ着火するよう、ノーズ部分に大きな焼夷剤の収容部をもうけていた。この結果、M1917は衝撃で膨張しやすい傾向があった。またM1917は先端部が黒く染められていた。
焼夷弾、M1918
M1917弾薬の派生型である。この弾薬は通常の弾丸形状になっていたが、これは先端部が開かれた形状のエクスパンディング弾に関する国際法に従ったものである。
焼夷弾、M1
この弾薬は非装甲で可燃性の目標に対して用いられた。弾丸先端部が青色に塗装された。
競技弾、M72
この高精度弾薬は射撃競技会での発砲に使用された。また弾頭部に刻印された「MATCH」の文字で識別できる。
曳光弾、M1
探射、信号、目標の測距に使用された曳光弾。また焼夷用途にも使われた。M1弾薬は先端部が赤い。
曳光弾、M2
探射、信号、目標の測距に使用された曳光弾。また焼夷用途にも使われた。内蔵された薬剤の燃焼時間が短い。M2弾薬の原型は先端部が白かったが、M1弾薬と同様赤い先端部に切り替えられた。
曳光弾、T10/M25
M1/M2よりも改良された曳光弾。明度に関し、M1やM2曳光弾よりも燃焼の激しさが抑えられていた。M25はオレンジ色の先端を持つ。
ライフルグレネード弾薬、M1、M2およびM3/E1
これらの弾薬はM1グレネードランチャー（M1903小銃用）、M2グレネードランチャー（M1917小銃用）、およびM7シリーズのグレネードランチャーを小銃に接続した上で用いられ、ライフルグレネードを推進させる役割を担っていた。この弾薬には弾丸が無く、薬莢の口が閉じられていた。これら3種類の弾薬の間にある違いとは、ライフルグレネードの飛距離に関係する推進薬の量の差である。M3E1の特徴は延長された薬莢のネック部分だった。

## .30-06弾薬を使用するアメリカ陸軍の銃器

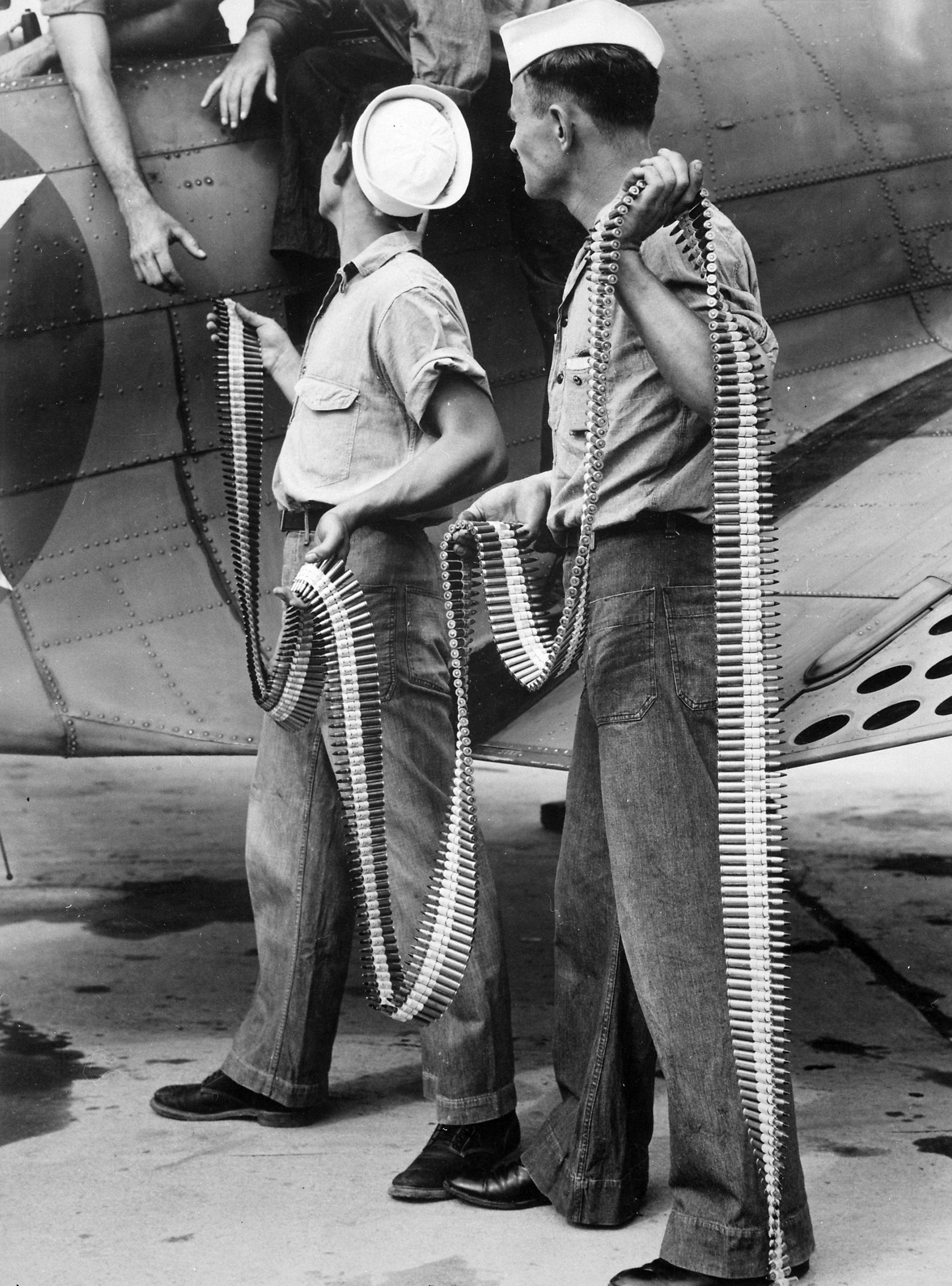
SBD ドーントレスに搭載している7.62mm連装機銃（ブローニングM1919重機関銃）の使用弾である弾帯でつながれた状態の.30-06弾薬

- M1903/M1903A3ボルトアクションライフル。使用するストリッパークリップはマウザー社のライセンス生産品。
- M1917エンフィールド小銃。弾薬装填にストリッパークリップを用いる。
- ガトリング砲。アメリカ軍が保有したガトリング砲は、少数が.30-06弾薬用に薬室を改造した。
- モデル1909機関小銃。ベネ・メルシエ軽機関銃は.30-06弾薬を装填した。
- M1917ショーシャ。アメリカでは.30-06弾薬と8mmレベル弾を使用するショーシャ軽機関銃を混用した。
- ルイス軽機関銃。アメリカでは第一次世界大戦と第二次世界大戦に限定的な数量のルイス軽機関銃を投入し、この銃は.30-06弾薬を使用した。
- ブローニングM1917重機関銃。水冷式。
- ブローニングM1919重機関銃。M37機関銃、AN/M2航空用機関銃。すべて空冷でベルト給弾方式。
- ブローニングM1918自動小銃。着脱式弾倉により給弾。
- マーリン機関銃。コルト・ブローニングM1895重機関銃と同様の銃であるが、特徴的なピストン機構が無く、主に航空機用に使用された。
- M1ガーランド小銃。「エンブロック」クリップにより給弾する。
- M1941ジョンソン小銃。内蔵式のロータリー弾倉に10発を収容する。ストリッパークリップにより弾倉へ給弾する。
- ジョンソンM1941軽機関銃。弾倉給弾式。